# Giacomo Serassi
Giacomo Serassi   (Bèrgam, 1790 - 1877)fou un orguener italià.
La família Serassi va ser una famosa dinastia de mestres d'òrgans, originaris de Grandola i Uniti (Como), activa durant sis generacions, des del 1720 fins al 1895. Les seves obres es troben principalment a Lombardía, Emilia - Romagna, Piemont i Ligúria.
Després de la desaparició de Carlo, Giacomo Serassi assistit pels seus nebots Giuseppe IV, Carlo II i Vittorio i per una multitud de treballadors qualificats (incloent Locatelli, Bianchi, Giudici, Allieri, Perolini), va continuar la seva activitat a la dècada de 1860 quan va dirigir i ser director de la fàbrica Giovan Battista Castelli, autor, entre altres coses, d'un catàleg de les obres de la fàbrica fins al 1868 i coautor, juntament amb el músic de Cremona, Vincenzo Petrali, d'un conegut mètode titulat Regles generals sobre com tractar l'orgue modern amb exemples musicals del conegut organista Vincenzo Petrali.
El 1858 en una llista confeccionada per G. B. Castellei, els instruments Serassi eren 654.